# Bobine d'allumage
Pour les articles homonymes, voir bobine.

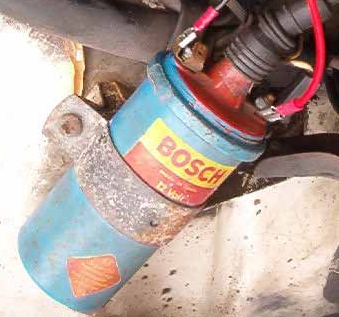
Bobine d'allumage d'une automobile ancienne.

Une bobine d'allumage est un quadripôle mettant à profit le phénomène d'induction électromagnétique pour engendrer une impulsion générant une très haute tension au secondaire d'un transformateur élévateur de tension. Elle est un des organes indispensables des moteurs à allumage commandé.

## Historique

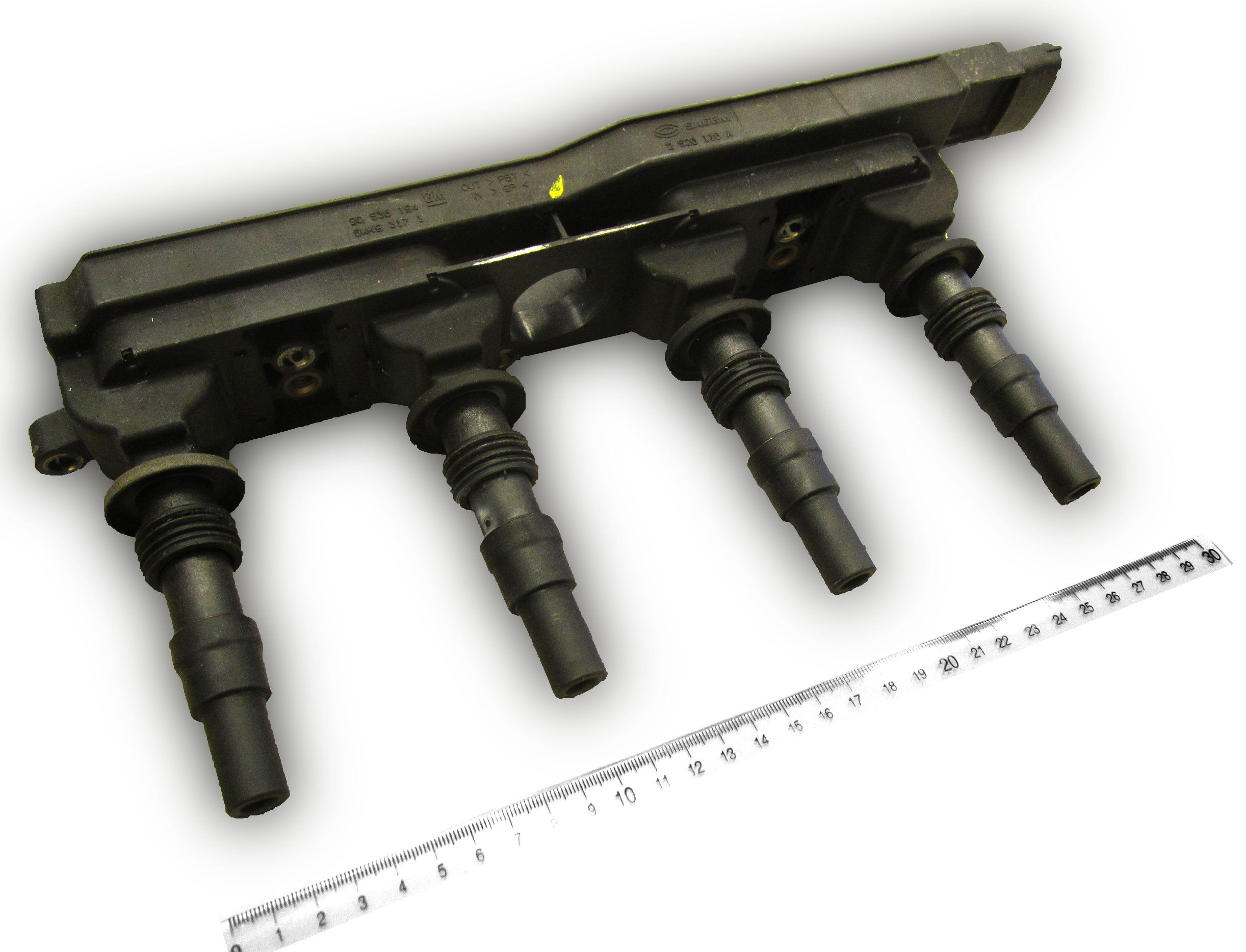
Rampe d'allumage.

En 1836, Antoine Masson produit des courants sous haute tension en provoquant des interruptions rapides du courant produit par une pile. 
En 1841, les physiciens français Antoine Masson et Louis Breguet utilisent la même technique pour produire des décharges dans des gaz raréfiés.
Vers 1850, le mécanicien Ruhmkorff perfectionne le système pour les besoins de la physique expérimentale. On lui doit la bobine qui porte son nom.

## Description
La bobine est constituée essentiellement de 3 éléments :
- le bobinage primaire avec quelques centaines de spires de grosse section. Il est alimenté en 12 V, lorsque le rupteur est fermé il peut être alors traversé par un courant de 6  à   20 A[3] ;
- le bobinage secondaire avec plusieurs milliers de spires de faible diamètre et pouvant générer une tension de 45 000 V[3] lorsque le courant du primaire est interrompu ;
- un noyau, en tôles feuilletées, de métal ferromagnétique[3].

## Fonctionnement
C'est une alimentation à découpage de type Flyback, c’est-à-dire deux circuits magnétiquement couplés dont l'un, appelé enroulement basse tension, comportant peu de spires est relié à l'alimentation, alors que l'autre, connecté à l'utilisation, comporte beaucoup plus de spires et porte généralement le nom d'enroulement haute tension.
Le fonctionnement se fait en deux temps :
Phase d'accumulationLorsque le rupteur est fermé, l'énergie magnétique est stockée dans l'enroulement basse tension jusqu'à ce que la quantité d'énergie atteigne un optimum qui dépend du nombre de spires et du circuit magnétique.
Phase de restitutionLorsque le rupteur ouvre brusquement le circuit primaire, l'énergie magnétique accumulée, qui ne peut subir de discontinuité brutale, force l'apparition d'un courant dans le deuxième enroulement sous une tension égale au produit de la tension primaire par le rapport du nombre de spires ente le primaire et le secondaire. La tension générée doit être suffisamment élevée pour engendrer une étincelle entre les électrodes de la bougie.